# Премия Грегори Аминоффа
Пре́мия Гре́гори Аминоффа — международная премия, присуждаемая Королевской академией наук Швеции с 1979 года в области кристаллографии, присуждаемая за документально подтвержденный индивидуальный вклад в области кристаллографии, включая области, связанные с динамикой образования и растворения кристаллических структур. Следует отдать предпочтение работе, проявляющей элегантность в подходе к проблеме.
Премия, названная в память шведского ученого и художника Грегори Аминоффа (1883—1947), профессора минералогии в Шведском музее естественной истории с 1923 года. Вручается по завещанию его вдовой Биржит Бруме-Аминофф. Приз может быть разделён между несколькими победителями.

## Получатели премии
Источник: Королевская шведская академия наук Архивная копия от 3 февраля 2017 на Wayback Machine
| Год  | Призер                                                                                  | Обоснование награды |
| ---- | --------------------------------------------------------------------------------------- | --- |
| 1979 | Paul Peter Ewald (США)                                                                  | За фундаментальный вклад в развитие кристаллографии |
| 1980 | —                                                                                       | |
| 1981 | Фредерик Фрэнк (Великобритания)                                                         | За фундаментальный вклад в развитие кристаллографии |
| 1982 | Gunnar Hägg (Швеция)                                                                    | За новаторское применение рентгеновской кристаллографии в неорганической химии |
| 1983 | J. M. Robertson (Великобритания)                                                        | За фундаментальный вклад в развитие науки кристаллографии |
| 1984 | David Harker (США)                                                                      | За фундаментальный вклад в развитие методов рентгеновской кристаллографии. |
| 1985 | André Guinier (Франция)                                                                 | За фундаментальные экспериментальные и теоретические исследования рассеяния рентгеновских лучей с применением для изучения структур конденсированных систем                                                                           |
| 1986 | Erwin Félix Bertaut (Франция)                                                           | За выдающиеся работы в области теоретической и экспериментальной кристаллографии, в частности, касающихся магнитных структур |
| 1987 | Отто Кратки (Австрия)                                                                   | За разработку малоуглового метода в рентгеновских исследованиях структуры макромолекул |
| 1988 | Изабелла Карле (США)                                                                    | За выдающиеся кристаллографические исследования сложных натуральных продуктов |
| 1989 | Arne Magnéli (Швеция)                                                                   | За эпохальные кристаллографические исследования принципов построения оксидных соединений, которые решительно изменили представление о связи между стехиометрией и структурой в неорганической химии                                   |
| 1990 | Jack Dunitz (Швейцария)                                                                 | За выдающийся способ использования структурного анализа в качестве инструмента для изучения различных химических проблем |
| 1991 | Дэвид Филлипс (Великобритания)                                                          | За фундаментальные результаты о каталитическом механизме ферментов |
| 1992 | Michael Mark Woolfson (Великобритания)                                                  | За разработки прямых методов статистического определения фаз кристаллических структур |
| 1993 | Клиффорд Шалл (США)                                                                     | За разработку и применение нейтронографических методов для исследования атомных и магнитных структур твердого тела |
| 1994 | Майкл Россман (США)                                                                     | За фундаментальную методологическую работу по использованию некристаллографической симметрии с её особенно важными приложениями в кристаллографии белка и вируса                                                                      |
| 1995 | Hugo M. Rietveld (Нидерланды)                                                           | В знак признания разработки методов уточнения профиля для анализа данных порошковой дифракции |
| 1996 | Philip Coppens (США)                                                                    | В знак признания ваших выдающихся методологических и структурно-химических достижений в кристаллографии, особенно в исследованиях распределения электронов в различных типах химических связей."                                      |
| 1997 | Wayne A. Hendrickson (США)                                                              | За вклад в определение фазового угла макромолекулярных кристаллов с использованием аномальной дисперсии и измерений на нескольких длинах волн                                                                                         |
| 1998 | Pietro Marten De Wolff (Нидерланды), Aloysio Janner (Швейцария), Тед Янссен (Швейцария) | За вклад в теорию и практику уточнения модулированной структуры |
| 1999 | Ричард Хендерсон (Великобритания), Nigel Unwin (Великобритания)                         | За разработку методов определения структуры биологических макромолекул с помощью дифракции электронов |
| 2000 | Дан Шехтман (Израиль)                                                                   | За ваше открытие квазикристаллов |
| 2001 | Kenneth C. Holmes (Германия)                                                            | За новаторскую разработку методов изучения биологических макромолекул, в частности мышечных белков, с помощью синхротронного излучения                                                                                                |
| 2002 | Leslie Leiserowitz (Израиль), Meir Lahav (Израиль)                                      | За ваши фундаментальные исследования роста кристаллов и применения для разделения энантиомеров и для ваших исследований поверхностных структур с помощью синхротронного излучения                                                     |
| 2003 | Axel Brunger (США), T. Alwyn Jones (Швеция)                                             | Brunger: За разработку методов очистки макромолекул" Jones: За новаторскую разработку методов интерпретации карт электронной плотности и построения моделей биологических макромолекул с помощью компьютерной графики                 |
| 2004 | —                                                                                       | |
| 2005 | Ho-Kwang Mao (США)                                                                      | За новаторские исследования твердых материалов при сверхвысоких давлениях и температурах |
| 2006 | Стивен Харрисон, Harvard University и David Stuart, Oxford University                   | За выдающийся вклад в вирусную кристаллографию |
| 2007 | Сумио Иидзима (Япония)                                                                  | За структурные исследования углеродных нанотрубок |
| 2008 | Hans Eklund (Швеция)                                                                    | За кристаллографические исследования рибонуклеотидредуктазы |
| 2009 | Джордж Шелдрик (Великобритания) и Gérard Bricogne (Франция)                             | За разработки по разделу структуры химических |
| 2010 | So Iwata (Япония)                                                                       | За оригинальные кристаллографические исследования мембранных белков с использованием современных кристаллографических методов и выявленные биологические функции в области клеточного дыхания, фотосинтеза и молекулярного транспорта |
| 2011 | Lia Addadi (Израиль) и Stephen Weiner (Израиль)                                         | За кристаллографические исследования процессов биоминерализации, которые привели к пониманию механизмов минералообразования |
| 2012 | Marat Yusupov (Франция), Gulnara Yusupova (Франция) и Harry F. Noller (США)             | За кристаллографические исследования рибосом, переводчики кода жизни |
| 2013 | Carlo Gatti (Италия) и Mark Spackman (Австралия)                                        | За разработку экспериментальных и теоретических методов исследования электронной плотности в кристаллах и использование их для определения молекулярных и кристаллических свойств                                                     |
| 2014 | Yigong Shi (Китай)                                                                      | За новаторские кристаллографические исследования белков и белковых комплексов, которые регулируют запрограммированную гибель клеток                                                                                                   |
| 2015 | Ian Robinson (Великобритания)                                                           | За разработку дифракционных методов исследования поверхностей и наноматериалов |
| 2016 | Poul Nissen (Дания) и Chikashi Toyoshima (Япония)                                       | За фундаментальный вклад в понимание структурной основы АТФ-управляемой транслокации ионов через мембраны |
| 2017 | Natalia Dubrovinskaia (Швеция) и Leonid Dubrovinsky (Швеция)                            | За разработку новой методики экспериментального определения кристаллических структур на месте в экстремальных условиях высоких температур и давлений                                                                                  |
| 2018 | Piet Gros (Нидерланды)                                                                  | За фундаментальный вклад в понимание системно-опосредованного врожденного иммунного ответа комплемента |
| 2019 | Michael O’Keeffe (Великобритания) и Омар Ягхи (Иордания)/(США)                          | За фундаментальный вклад в развитие ретикулярной химии |
| 2020 | Jian-Ren Shen (Япония) и Douglas Rees (США)                                             | За фундаментальный вклад в понимание биологических окислительно-восстановительных металлических кластеров |
| 2021 | Henry N. Chapman (Великобритания), Janos Hajdu (Швеция) и Джон Спенс (США)              | За фундаментальный вклад в развитие структурной биологии, основанной на использовании рентгеновских лазеров на свободных электронах                                                                                                   |